# Rhinotyphlops leucocephalus
Rhinotyphlops leucocephalus là một loài rắn trong họ Typhlopidae. Loài này được Parker mô tả khoa học đầu tiên năm 1930.